# NGC 1555
NGC 1555, đôi khi được gọi là Tinh vân biến quang của Hind, là một tinh vân biến quang, được chiếu sáng bởi ngôi sao T Tauri, nằm trong chòm sao Kim Ngưu. Nó cũng xếp thứ 238 trong mục lục Sharpless. Nó là một vật thể Herbig–Haro. Tinh vân được phát hiện vào ngày 11 tháng 10 năm 1852 bởi John Russell Hind.

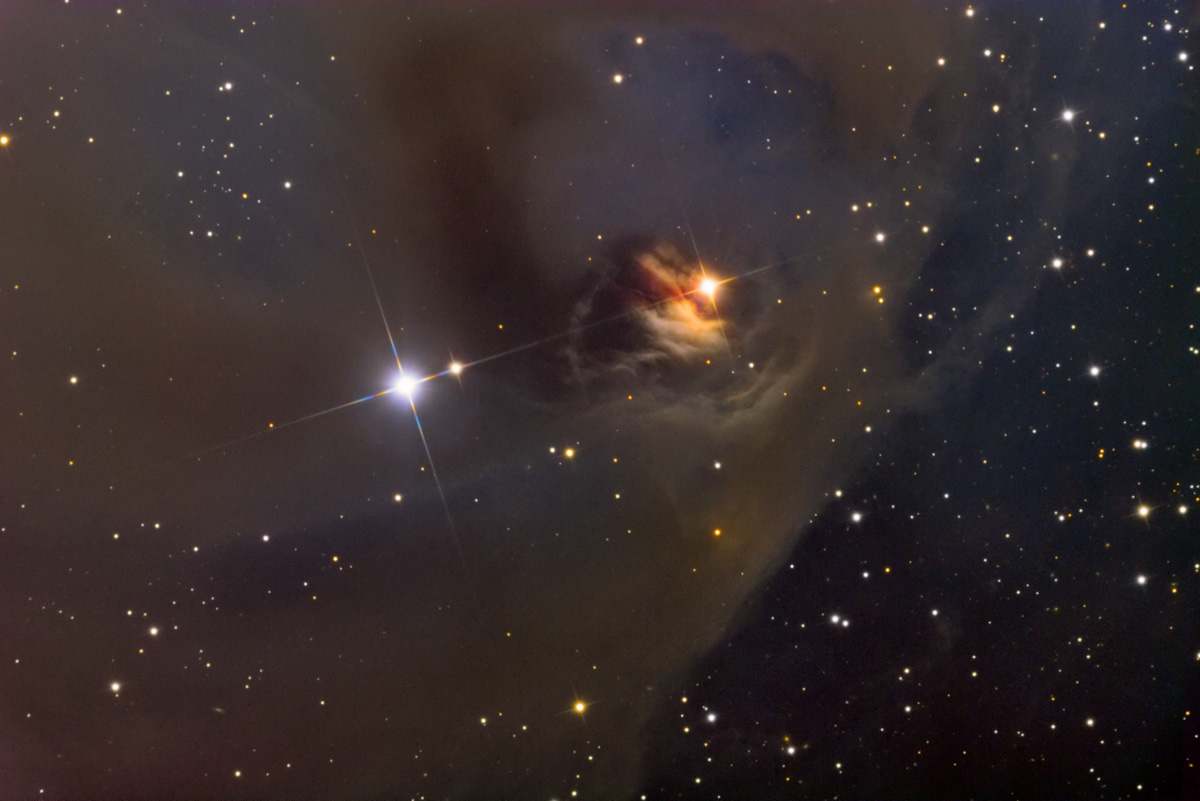
NGC 1555 cách Schulman 0,8m tại Mount Lemmon SkyCenter, AZ.